# Jo Vischer jr.
Jozef Antoine (Jo) Vischer (Amsterdam, 30 september 1924 - aldaar, 6 november 2009) was een Nederlands acteur.
Hij werd geboren in een echt toneelgezin: zowel zijn vader Jo Vischer als zijn moeder Clara Vischer-Blaaser waren acteurs. Beppie Nooij sr. was een tante van hem en Jan Blaaser een neef. Vischer Jr. speelde voor de Tweede Wereldoorlog in het Volkstoneel van zijn oom Jan Nooij. Na de oorlog werkte hij in de Snip en Snap Revue en in het ABC-Cabaret van Wim Kan. 
Vischer jr. werd landelijk bekend toen hij meedeed aan het hoorspel In Holland staat een huis van Annie M.G. Schmidt en Cor Lemaire. Daarin speelde hij de rol van de politieagent Willem, de man van Sjaan, de werkster van De Familie Doorsnee. Een bekend liedje uit de serie was het door Hetty Blok, die Sjaan speelde, gezongen "Met Willem naar de fillem."
In het eerste seizoen (1955-1956) van de succesvolle televisieserie Swiebertje vertolkte Vischer jr. de rol van burgemeester. Vanaf 1961 produceerde hij amusementsprogramma's voor de AVRO. 